# Shanghai Saiche Chang
Shanghai Saiche Chang (chiń. 上海赛车场站) – stacja metra w Szanghaju, na linii 11. Zlokalizowana jest pomiędzy stacjami Jiading Xincheng i Changji Dong LuChang. Została otwarta 29 marca 2010.